# Інохарес
Інохарес (ісп. Hinojares) — муніципалітет в Іспанії, у складі автономної спільноти Андалусія, у провінції Хаен. Населення — 414 осіб (2010).
Муніципалітет розташований на відстані близько 310 км на південь від Мадрида, 70 км на схід від Хаена.
На території муніципалітету розташовані такі населені пункти: (дані про населення за 2010 рік)
- Куенка: 58 осіб
- Інохарес: 356 осіб

## Демографія
Динаміка населення (INE ):